# فرودگاه شهری بارتوو
فرودگاه شهری بارتوو (به انگلیسی: Bartow Municipal Airport) یک فرودگاه همگانی بهره‌برداری هوایی با کد یاتا BOW است که یک باند فرود آسفالت دارد و طول باند آن ۱۵۲۴ متر است. این فرودگاه در کشور ایالات متحده آمریکا قرار دارد و در ارتفاع ۳۸ متری از سطح دریا واقع شده‌است.